# Sandi Papež
Sandi Papež (né le 25 février 1965) est un coureur cycliste yougoslave puis slovène. Actif des années 1980 à 2000, il a remporté le Tour de Yougoslavie et représenté la Yougoslavie aux Jeux olympiques en 1988.

## Palmarès
- 1983
  - Grand Prix Rüebliland
  - Memorijal Stjepan Grgac
  - Coppa Montes
- 1984
  - 3e du Trofeo Zsšdi
  -  Médaillé de bronze du championnat des Balkans du contre-la-montre par équipes
- 1987
  - 3e du Gran Premio Capodarco
- 1988
  - Tour de Yougoslavie
  - Grand Prix Kranj
- 1992
  - Grand Prix Kranj
- 1994
  - Jadranska Magistrala
  - 2e du Tour de Styrie (de)
- 1996
  - Tour de Croatie
  - 2e du championnat de Slovénie sur route
  - 2e du GP Puch Ptuj
- 1999
  - 2e du Grand Prix Krka
- 2000
  - Tour de Bosnie :
    - Classement général
    - 1re étape secteur a